# Ighil-Takdhibine
Ighil Takdhibine est un village de Kabylie dans la wilaya de Tizi Ouzou, il fait partie des 15 villages de Berkouka (Ivarqouqen). Il se prescrit comme l’un des plus importants villages que compte la commune de Maâtkas. Il est situé à quelque 27 kilomètres au sud-ouest du chef-lieu de la wilaya de Tizi Ouzou.

## Localisation
| Tamadaght Ouzemmour | Ait Lhadj Ali -Tamadaght Ouzemmour | Tamadaght Ouzemmour            |
| Aïn Zaouia          | Ighil Takdhibine                   | Ighil Kassi Ouali -Ivarqouqene |
| Aïn Zaouia          | Ifarhatene                         | Ait Ali                        |

Ighil Takdhibine est bordé au nord par Ait Lhadj Ali et Tamadaght Ouzemmour, à l’est par Ighil Kassi Ouali et Ivarqouqene; Ait Ali, Ifarhathen et Aïn Zaouia au sud. À l’ouest, il est délimité par la rivière de Boghni qui coule depuis les collines de Djurdjura ainsi que par la commune d'Aïn Zaouia.

Ighil Takdhibine s’étend sur une superficie de 10 km2. Son sol montagneux est couvert d’oliviers, de frênes, de chênes-lièges, de figuiers et de cactus notamment.

Ighil Tekdhibine compte environ 1150 habitants, dont la majorité sont des jeunes.[réf. nécessaire]

## Toponymie
Le nom du village « Ighil Takdhibine » signifie « colline des frênes » son nom s’écrit parfois Ighil Tekdhibine, Tekdhivine ou Takdhivine, en Tamazight s’écrit Iɣil Teqdibin / ⵉⵖⵉⵍ ⵜⴻⵇⴹⵉⴱⵉⵏ
Iɣil signifie bras en langue kabyle, signifiant dans ce contexte (par rapport au relief) « bras de crête », tandis que tiqdibin, le pluriel de taqdibt, signifie pousse de frêne, le frêne adulte étant nommé taslent en Kabyle.